# 176610 Nunez
176610 Nunez este o planetă minoră (asteroid) din centura de asteroizi. A fost descoperită pe 18 martie 2002 la Observatorul Național Kitt Peak de Marc Buie⁠(d). 
Obiectul prezintă o orbită caracterizată de o semiaxă mare de 2,2453018245429 UAi, o excentricitate de 0,15, o înclinație de 1,8 ° în raport cu ecliptica.